# Bielawka (dopływ Iny)
Bielawka, również Białebłoto – strumień w województwie zachodniopomorskim, w gminie Goleniów, prawobrzeżny dopływ Iny. Ma swoje źródło na wschód od miejscowości Podańsko, płynie na południe w kierunku Bolechowa i uchodzi w okolicach osady Zabród. Nazwę polską wprowadzono w 1955 roku w miejsce niemieckiego Weißer Bach.